# Eduard Pfrunder
Eduard Pfrunder (* 6. Oktober 1877 in Basel; † 1. September 1925 ebenda) war ein Schweizer Architekt.

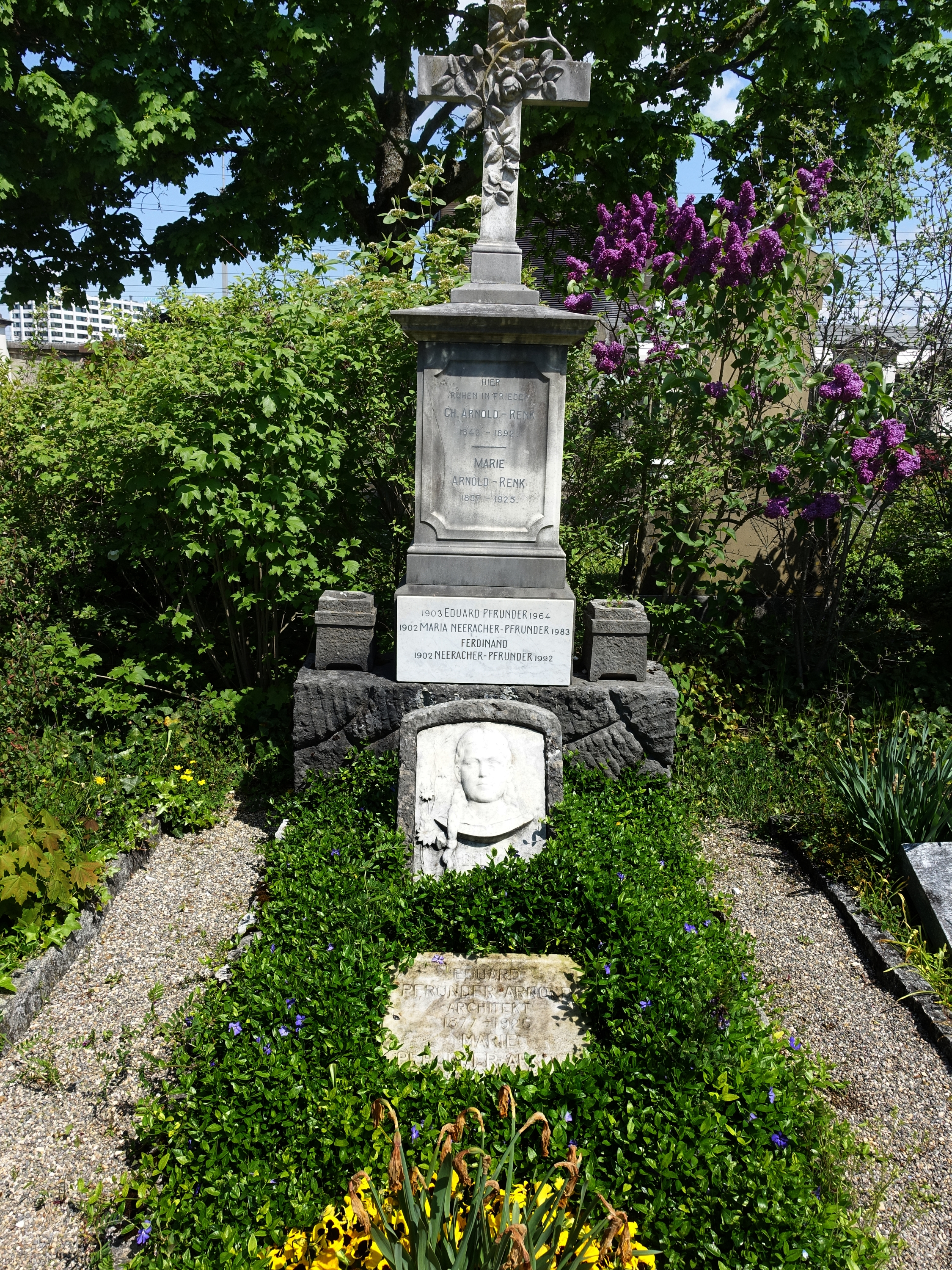
Grab auf dem Wolfgottesacker, Basel

## Leben und Werk
Eduard Pfrunder absolvierte zunächst eine Lehre bei Vischer und Fueter. Dann gründete er ein Büro zusammen mit Ulrich Hammerer. Um die Jahrhundertwende trennten sich die Partner. Der Schwerpunkt der bedeutenden Arbeiten Pfrunders liegt in dieser Periode, in der er in Basel oft im Auftrag von Projektentwicklern ganze Häuser-Ensembles erstellte. Noch zusammen mit Hammerer entstanden die Häuser an der Offenburgerstrasse, die mit Sichtbacksteinfassade, Mansarddach und Zwerchgiebeln eine symmetrische Schlossarchitektur in einer Mischung aus Neorenaissance und Neobarock zeigen. Daneben verwendete Pfrunder auch Jugendstilformen, etwa in Kleinbasel an der Hammerstrasse, «eines der originellsten Jugendstilensembles Basels.» Auch später hat Eduard Pfrunder zahlreiche Geschäfts- und Mehrfamilienhäuser gebaut, manche in prominenter Lage. Er «gehört zu den innovativsten Architekten Basels in der Zeit nach 1900, er hat das Stadtbild ganz massgeblich geprägt».
Pfrunder war mit Marie, geborene Arnold (1880–1953) verheiratet. Zusammen hatten sie die früh verstorbene Tochter Ella (1900–1917). Seine letzte Ruhestätte fand er auf dem Wolfgottesacker in Basel.

## Werke (Auswahl)

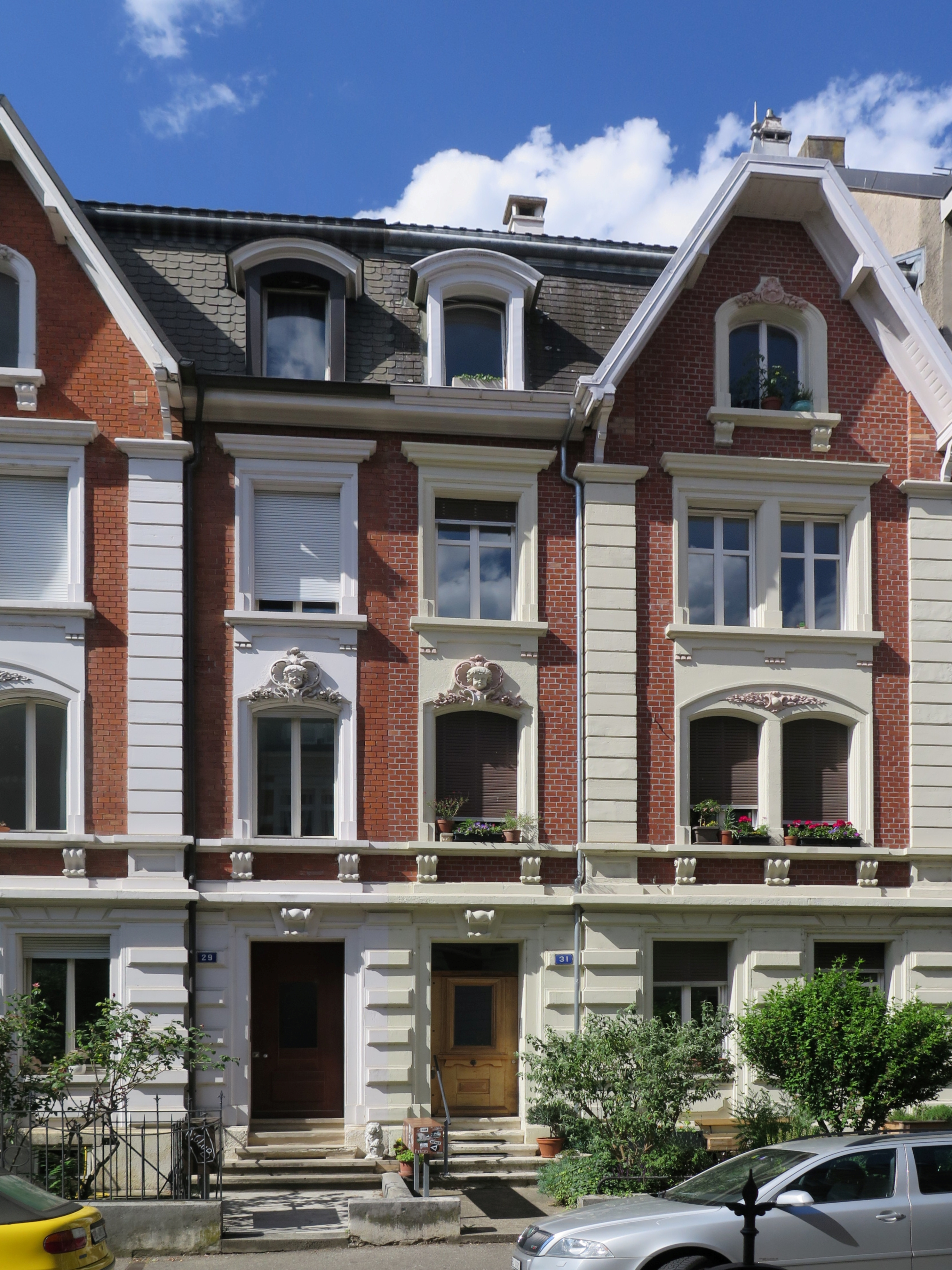
Offenburger-Str. 29–31 (1898/99)
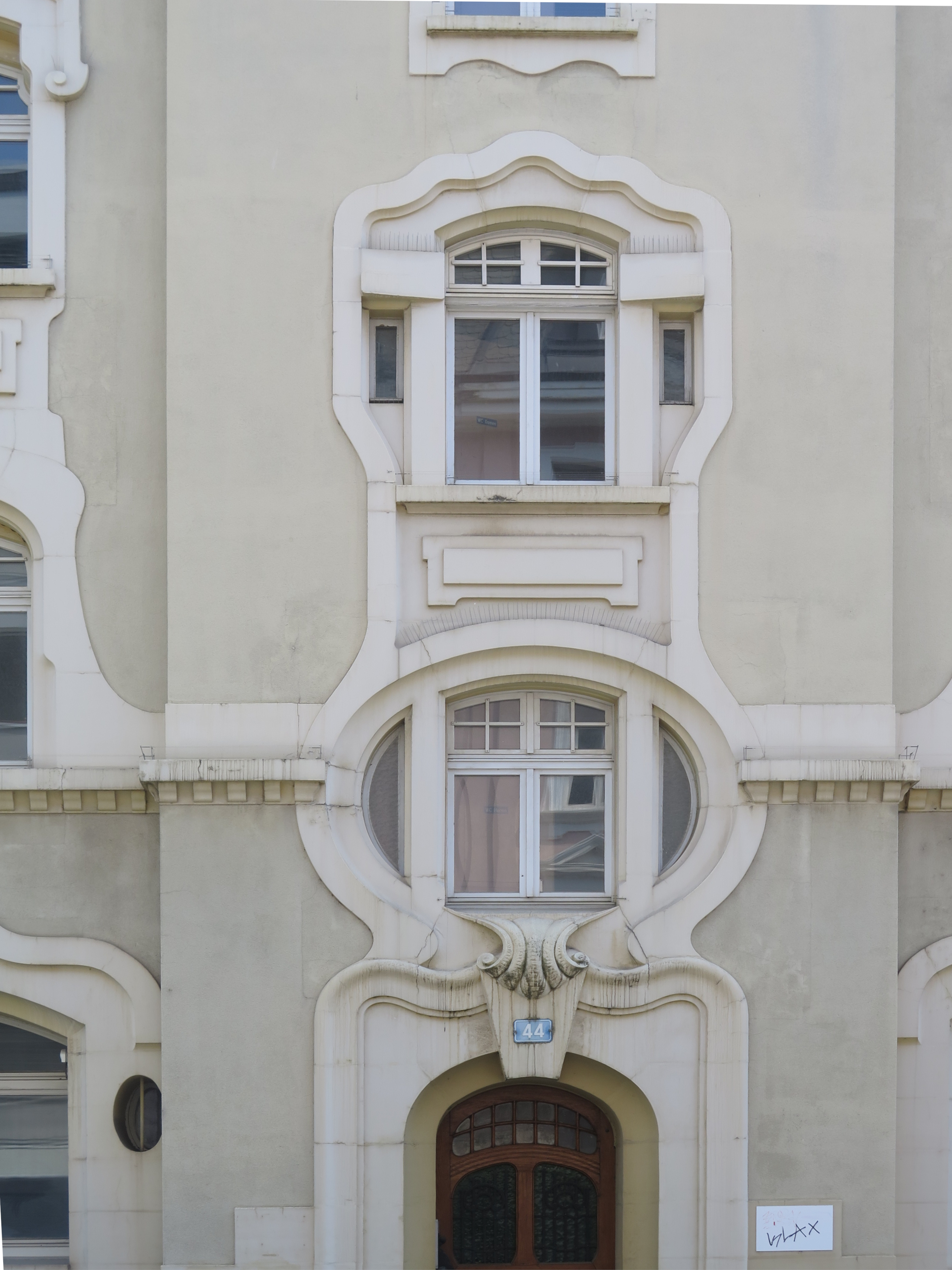
Maulbeerstr. 44, Detail (1906)
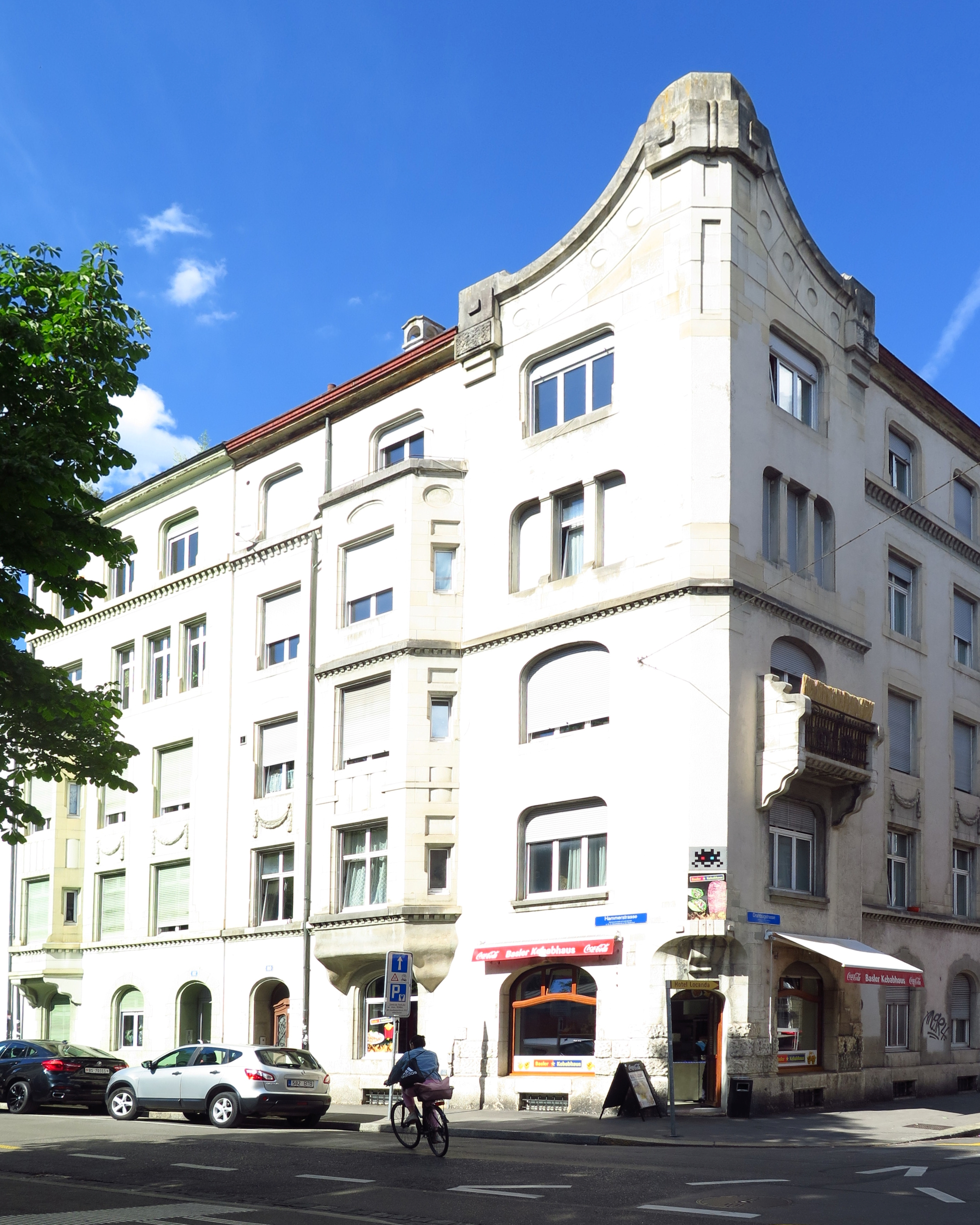
Hammerstr.-Drahtzugstr. (1907/08)
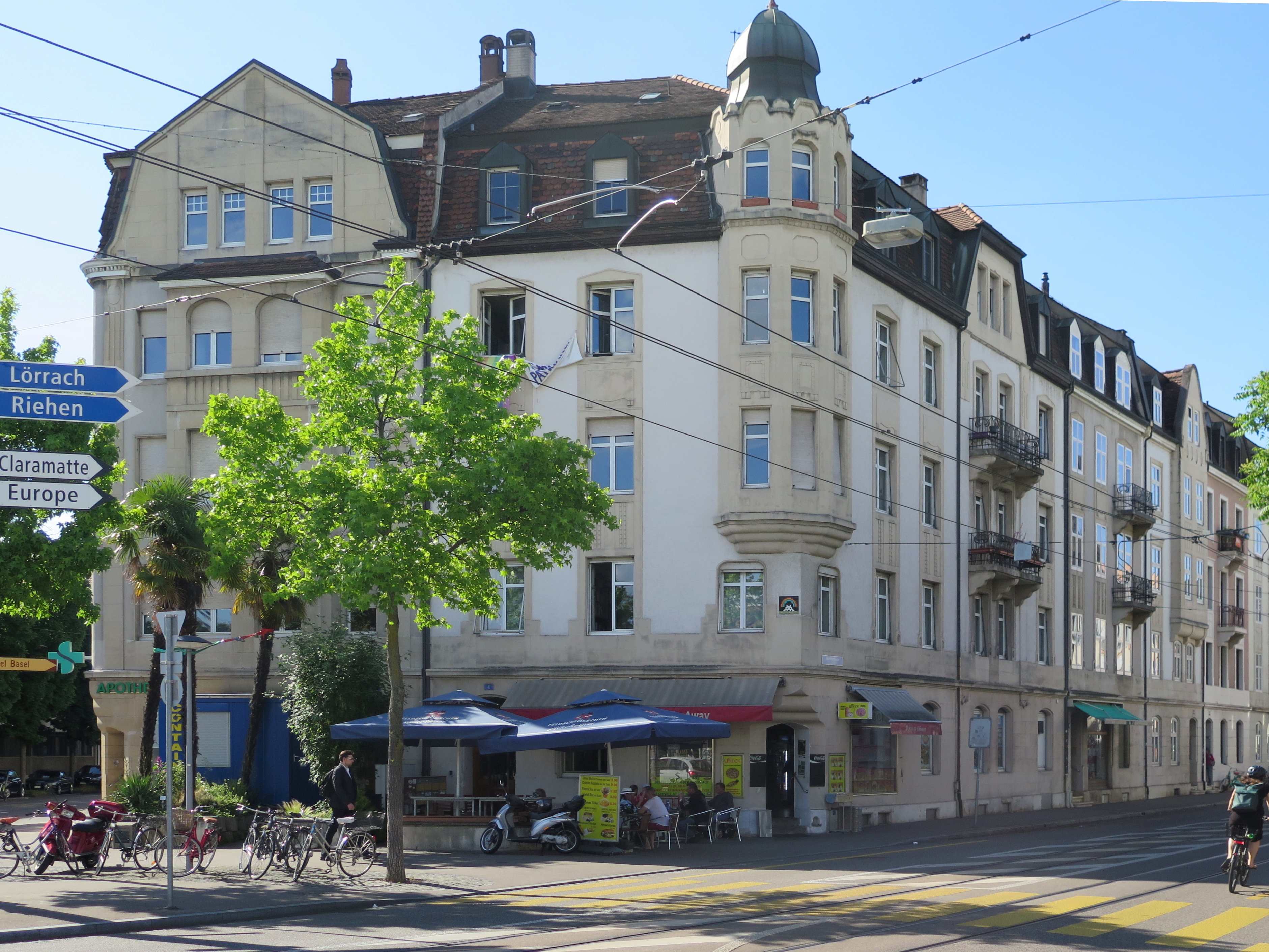
Hammerstr.-Wettsteinplatz-Claragraben (1908/09)
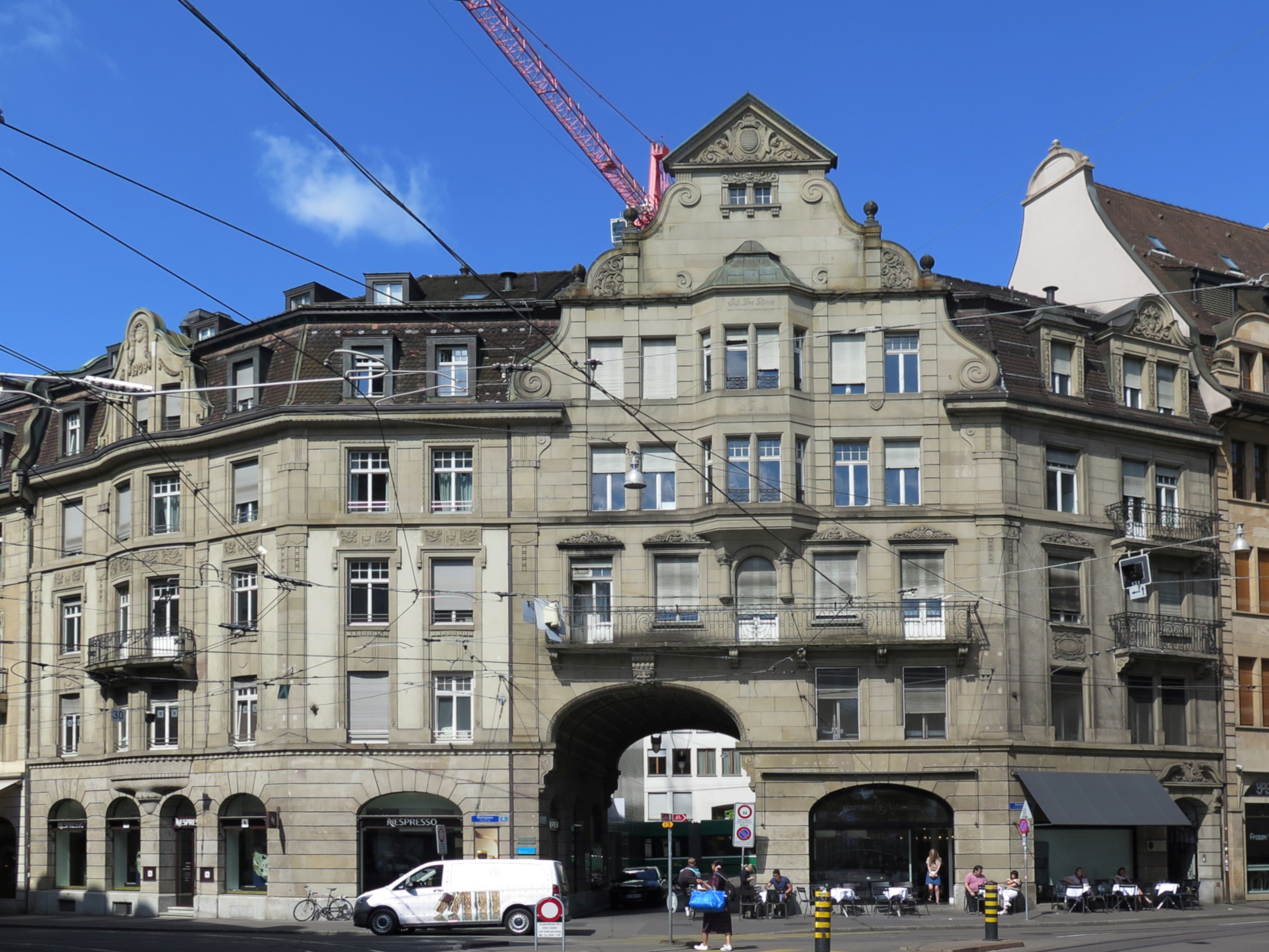
Wohn- und Geschäftshäuser an der Schifflände (1909/1910)

- Mehrfamilienhäuser, Offenburgerstr. 25–31, Basel, 1898–1899
- Wohnhaus mit Restaurant, Efringerstr. 1, Basel, 1901
- Wohnhaus mit Restaurant und Bierhalle «Zum Paradies», Falknerstr. 31, Basel, 1901–1902
- Mehrfamilienhäuser, Neuensteinerstr. 6, 9, 17, 19–25, 31, Basel, 1903–1908
- Wohnhäuser, Mittlere Str. 59–61, Basel, 1904
- Mehrfamilienhäuser, Hammerstr. 80–82/Drahtzugstr. 43–47, Basel, 1905–1907
- Mehrfamilienhäuser, Claragraben 6–10/Wettsteinplatz 3–4/Hammerstr. 3–9, Basel, 1908–1909
- Hotel «Zur Blume», Marktgasse 4, Basel, 1909
- Wohn- und Geschäftshaus «Zum Stern», Marktgasse 6, Basel, 1909
- Bürogebäude Affolter, Voltastr. 88, Basel, 1909
- Wohnhaus mit Restaurant «Zum Erasmus», Erasmusplatz 12 / Breisacherstr. 38, Basel, 1910
- Wohn- und Geschäftshäuser, Webergasse/Untere Rebgasse 23–31/Kasernenstr. 34–36, Basel, 1910–1912
- Wohnhaus mit Restaurant «Stadtkeller», Marktgasse 11, Basel, 1911
- Wohnhaus mit Druckerei Apel, Kasernenstr. 32, Basel, 1925